# Varna (provins)
Varna er en af de 28 provinser i Bulgarien, beliggende i den østlige del af landet, ved kysten til Sortehavet, og grænsende op til Burgas-, Sjumen- og Dobritj-provinserne. Provinsen har et areal på 3.820 kvadratkilometer og et indbyggertal (pr. 2009) på 500.428.Folketællingen 7. september 2021 viste et indbyggertal på 432.198 i provinsen. Klik på referencen i indledningen i artiklen om Bulgarien for resultat af folketælling.
Varnas hovedstad er byen Varna, der med sine ca. 360.000 indbyggere også er provinsens største, og Bulgariens tredjestørste by. Af andre store byer kan nævnes Provadija (ca. 17.000 indbyggere), Devnja (ca. 9.000 indbyggere) og Beloslav (ca. 8.000 indbyggere). Provinsen har store indtægter gennem turisme, især charterturister der besøger bade-resorterne ved Sorthavskysten, ikke mindst Golden Sands.